# Селья Емоньє
Селья Емоньє (фр. Célia Aymonier, 5 серпня 1991) — французька лижниця та біатлоністка, олімпійка, призерка чемпіонату світу з біатлону.
Емоньє входила до лижної збірної Франції, взяла участь у Сочинській олімпіаді, але з 2015 року перейшла в біатлон. У складі збірної Франції з біатлону вона тричі ставала призеркою етапів кубка світу й виборола бронзову медаль чемпіонату світу 2017 року, що проходив в австрійському Гохфільцені.